# La pecora nera (film, 1968)
Pour les articles homonymes, voir La pecora nera.
Pour plus de détails, voir Fiche technique et Distribution.
La pecora nera est un film italien réalisé par Luciano Salce et sorti en 1968.

## Synopsis
Mario et Filippo Agasti, tous deux interprétés par Vittorio Gassman, sont deux frères jumeaux. L'un est un député irréprochable décidé à introduire la morale dans la vie politique italienne en sa qualité de président de la Commission d'enquête sur la corruption. L'autre est un magouilleur cynique et arriviste, toujours plus apprécié dans le milieu de son frère grâce à ses trafics tordus, et qui finira par prendre la place de ce dernier, enfermé dans une clinique psychiatrique afin d'éviter qu'il ne révèle les manipulations dont il a eu connaissance.

## Fiche technique
- Titre : La pecora nera
- Réalisation : Luciano Salce
- Scénario : Luciano Salce, Ennio De Concini et Adriano Baracco
- Photographie : Aldo Tonti
- Musique : Luis Bacalov
- Production : Mario Cecchi Gori
- Pays d'origine :  Italie
- Format : Couleurs - Mono
- Genre : Comédie
- Durée : 107 minutes
- Dates de sortie :
  - Italie : 9 novembre 1968

## Distribution
- Vittorio Gassman : Mario Agasti / Filippo Agasti
- Lisa Gastoni : Alma, la femme de Mario
- Adrienne Larussa : Kitty
- Giampiero Albertini : Santarini
- Ettore Mattia : Ministre Mattia
- Michel Bardinet
- Lino Banfi : Journaliste
- John Bartha : Ambassadeur
- Abul Kalam Shamsuddin : l'homme saint de Inde